# Dombeya platanifolia
Dombeya platanifolia är en malvaväxtart som beskrevs av Boj.. Dombeya platanifolia ingår i släktet Dombeya och familjen malvaväxter. Inga underarter finns listade i Catalogue of Life.